# Galáxia Anã da Ursa Menor
A Galáxia Anã da Ursa Menor é uma galáxia anã elíptica que foi descoberta por A.G. Wilson do Observatório Lowell em 1954. Está localizada na constelação de Ursa Minor, é uma galáxia satélite da Via Láctea e faz parte do Grupo Local. A galáxia é constituída principalmente de estrelas mais velhas e parece que há pouca ou nenhuma formação de estrelas nessa galáxia.

## História evolutiva
Em 1999, Burke & Mighell utilizaram o Telescópio Espacial Hubble para confirmar se o sistema UMi tinha uma história evolutiva com ~ 2 bilhões de anos de longas explosões de formação estelar há cerca de 14 bilhões de anos atrás.